# Frankie Ford
Frankie Ford (né Vincent Francis Guzzo le 4 août 1939, mort le 28 septembre 2015) était un chanteur américain de rock 'n roll et de rhythm 'n blues principalement connu pour son titre Sea Cruise en 1959.

## Biographie
Né à Gretna en Louisiane, il est le fils adoptif de Vincent et Anna Guzzo, qui le nomment Vincent Francis Guzzo, Jr. et le surnomme Frankie. Il aime amuser son entourage dès son plus jeune âge, montant sur scène pour la première fois à cinq ans.
À douze ans, il remporte plusieurs concours de jeunes talents, ce qui le conduit à faire une apparition dans The Original Amateur Hour (en) de Ted Mack (en) à New York. On le voit sur scène en compagnie de personnalités de l'époque comme Sophie Tucker, Ted Lewis et Carmen Miranda,.
Il fait ses études au lycée Holy Name of Mary à Algiers (en), à la Nouvelle-Orléans où il rejoint le groupe The Syncopators en tant que chanteur et pianiste.
Son style est influencé par Clarence "Frogman" Henry, Huey Smith, Fats Domino, Ray Charles et Professor Longhair.
À la fin des années 1950, de nombreux producteurs sont en quête de teen idols, de jeunes chanteurs susceptibles d'attirer un public plus large que les habituels chanteurs de rhythm 'n blues de l'époque,. Frankie est repéré par Joe Caronna, distributeur de la Nouvelle-Orléans pour le label Ace Records, qui devient son manager et lui propose de changer son nom de 'Guzzo' en 'Ford'. Il découvre les studios de Cosimo Matassa (en) et y enregistre ses deux premiers titres Cheatin' Woman et The Last One to Cry.
Sous l'impulsion de Caronna et de son partenaire Johnny Vincent Imbragulio (en) qui pensaient qu'une voix jeune était plus commerciale, Ford enregistre sa voix pour la chanson Sea Cruise, initialement composée et interprétée par Huey "Piano" Smith. Sa version ajoute des sons de cloche et de sirènes de bateaux qui en font la spécificité. Elle atteint la 14e position du Billboard 100 et s'écoule à plus d'un million de copies.
Ace sort un LP, Let's Take A Sea Cruise With Frankie Ford, avant que Ford ne quitte le label pour rejoindre Imperial Records : entre 1959 et 1961, il enregistre une série de titres sans jamais rencontrer un succès similaire (Alimony et Time After Time ne dépassent pas la 75e position du Billboard). Il y travaille avec le producteur Dave Bartholomew et enregistre une version de You Talk Too Much de Joe Jones. Sa version sort quasiment simultanément à celle de Jones mais ne rencontre pas le même succès. En 1961, sa version de Seventeen (en) (un succès pour Boyd Bennett (en) en 1955) constitue sa dernière entrée dans le classement national (#72).
Celui que l'on surnomme maintenant le 'New Orleans Dynamo' ou encore le 'King of Swamp Pop' apparait dans American Bandstand de Dirck Clark et part en tournée à travers les États-Unis, accompagnant des stars mondiales du rock telles que Chuck Berry ou Frankie Avalon. On le voit également faire une apparition dans la série Ben Casey avant d'être appelé sous les drapeaux en 1962 et d'animer les troupes au Japon, au Vietnam et en Corée.
De retour aux États-Unis, il enregistre quelques titres pour de plus petits labels (Paula, Cinnamon, ABC et Briarmeade  Records, devenant copropriétaire de ce dernier) et se produit dans de nombreux bars de la Nouvelle-Orléans qu'il arpentera du milieu des années 1960 à 1980, accueillant notamment Robert Plant et Jimmy Page de Led Zeppelin.
En 1978, il apparait dans le film American Hot Wax puis enregistre l'album New Orleans Dynamo à Londres en 1984.
La crise pétrolière en Louisiane et ses conséquences sur les activités locales dans le secteur du divertissement le pousseront à reprendre la route. Durant les années 1990, il surfe sur la vague de nostalgie ramenant la musique des années 1950 sur le devant de la scène : il tourne dans les casinos et nightclubs à travers tout le pays et en Europe, dans des salles telles que le Royal Albert Hall et le 100 Club de Londres, le Hollywood Bowl, le Greek Theatre à Los Angeles, le Louisiana Superdome à la Nouvelle-Orléans, le Lincoln Center à New York, ou encore au festival de Vienne en compagnie de Ray Campi et Buddy Knox.
L'année 1995 marque son retour chez Ace Record pour un nouvel album, Hot & Lonely. Trois ans plus tard, Avanti Records lui propose de réenregistrer sa voix sur quelques-uns des plus grands succès d'Ace : l'album Frankie Ford - A new Orleans Tradition comporte notamment de nouvelles versions de Sea Cruise et Rockin' Pneumonia and The Boogie Woogie Flu.
En 1998, il est introduit au Museum of the Gulf Coast Music Hall of Fame puis le 12 avril 1999, au Rockabilly Hall of Fame. En 2003, il entre au 'West Bank Musicians Hall of Fame' de Westwego.
À la fin des années 2000, il fait quelques apparitions au festival Jazz and Heritage de la Nouvelle-Orléans et devient Roi de la confrérie du Vieux (en) en 2009. Le 16 mai 2010, il entre au 'Louisiana Music Hall of Fame' lors du Louisiana Music Homecoming à Erwinville.
Sa dernière représentation se tient au festival Heritage de Gretna en 2013.
Ford meurt à Gretna le 28 septembre 2015 à l'âge de 76 ans, des suites d'une longue maladie, paralysé des jambes après avoir été percuté par une voiture à Memphis quelques années auparavant.

## Discographie
Pour une discographie exhaustive, consulter WangDangDula ou Discogs.

### Simples (sélection)
| Année | Titre                                                                             | Classement                                                    |
| 1958  | Cheatin' Woman / The Last One to Cry                                              |                                                               |
| 1959  | Sea Cruise / Roberta                                                              | États-Unis Billboard Hot 100 #14 États-Unis Billboard R&B #11 |
| 1959  | Alimony / Can't Tell My Heart (What To Do)                                        | États-Unis Billboard Hot 100 #97                              |
| 1960  | Time After Time / I Want To Be Your Man                                           | États-Unis Billboard Hot 100 #75                              |
| 1960  | Chinatown / What's Going On                                                       |                                                               |
| 1960  | You Talk Too Much / If You've Got Troubles                                        | États-Unis Billboard Hot 100 #87                              |
| 1960  | My Southern Belle / The Groom                                                     |                                                               |
| 1961  | Seventeen (en)/ Dog House                                                         | États-Unis Billboard Hot 100 #72                              |
| 1961  | Saturday Night Fish Fry / Love Don't Love Nobody                                  |                                                               |
| 1961  | What Happened To You? / Let 'Em Talk                                              |                                                               |
| 1962  | A Man Only Does (What A Woman Makes Him Do) / They Said It Couldn't Be Done       |                                                               |
| 1963  | Ocean full of Tears / China Town                                                  |                                                               |
| 1963  | If I'd Known You Were Comin' I'd Have Baked A Cake / Hello, Dolly (Italian Style) |                                                               |
| 1965  | Basin Street Blues / Lonesome Road                                                |                                                               |
| 1965  | What's Going On / Watchdog                                                        |                                                               |
| 1967  | I Can't Face Tomorrow / Half A Crown                                              |                                                               |
| 1971  | Peace Of Mind / I'm Proud Of What I Am                                            |                                                               |
| 1973  | Talk To A Carpenter / When I Stop Dreaming                                        |                                                               |
| 1974  | Blue Monday (Stereo) / Blue Monday (Mono)                                         |                                                               |
| 1976  | Battle Hymn Of The Republic / I've Found Someone Of My Own                        |                                                               |

### Albums
| Année | Titre                                     | Label      |
| 1959  | Let's Take a Sea Cruise with Frankie Ford | Ace        |
| 1976  | Frankie Ford                              | Briarmeade |
| 1984  | New Orleans Dynamo                        | Stardust   |
| 1995  | Hot and Lonely                            | Ace        |
| 1999  | Christmas                                 | Avanti     |
| 2002  | Night Songs                               | Briarmeade |
| 2003  | That Can Be Used Again!                   | Briarmeade |
| 2006  | The Legend                                | Knight     |
| 2009  | On the Street Where You Live              | Briarmeade |